# Avenue François-Molé
L'avenue François-Molé est une voie de communication d'Antony dans les Hauts-de-Seine.

## Situation et accès

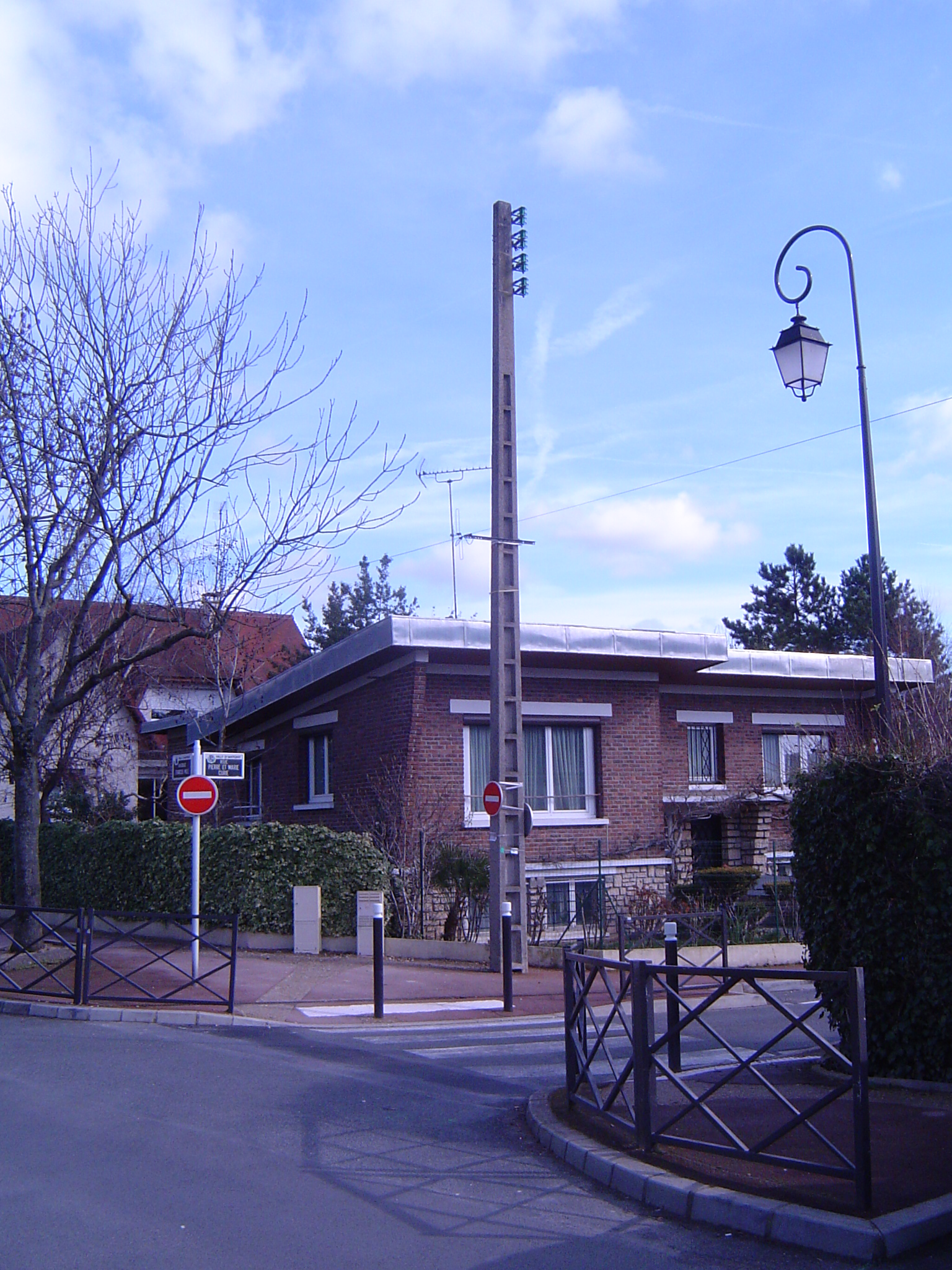
Antony - Rue François-Molé.

Cette rue commence son tracé au sud-ouest, sur le territoire de la commune de Verrières-le-Buisson, jusqu'à la coulée verte du Paradis, où passe le ru des Godets. Toute cette partie est de création récente, probablement avant-guerre.
Elle rentre alors dans Antony et traverse ensuite à un carrefour avec la rue des Hautes-Bièvres, et autrefois appelé place de Paradis.
Plus loin, elle passe notamment la rue René-Roeckel et se termine avenue du Bois-de-Verrières.

## Origine du nom
Cette rue tient son nom du comédien François-René Molé.

## Historique

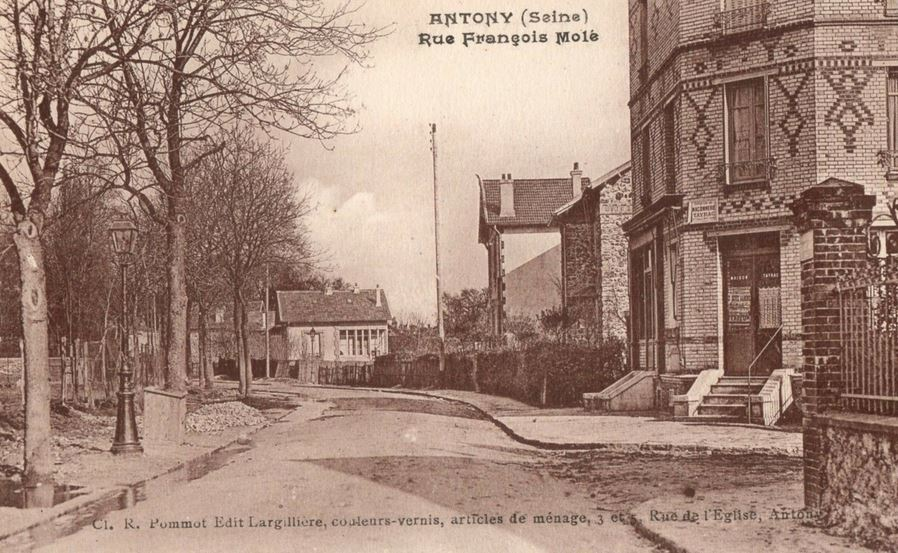
L'avenue François-Molé vers 1900.

La partie de son tracé située entre la coulée verte du Paradis et jusqu'à la rue des Sources, était autrefois appelé Voie de Chartres.

## Bâtiments remarquables et lieux de mémoire
- Parc Heller.
- Au no 77-79, le dimanche 29 avril 2007, une voie privée a été officiellement nommée « Allée Esther et Abraham Plotkine », habitants de cet endroit, morts en déportation le 14 février 1943[2].
- Parc de la Coulée Verte du Paradis, espace vert créé en 1985[3].

## Pour approfondir